# Джон Стак
Джон Стак (на английски: John Stack) е ирландски инженер програмист и писател на произведения в жанра исторически роман и приключенски роман.

## Биография и творчество
Джон Стак е роден на 19 октомври 1972 г. в Йол, на южния бряг на Ирландия. Израства с творчеството на Уилбър Смит и Джеймс Клавел, но никога не е мечтал да бъде писател.
След завършване на колежа работи за американска компания от Корк, като ръководи екип от техници по компютърно проектиране. Работата му дава възможност за много пътувания и продължаване на образованието му в бизнеса. След десет години обаче е компанията съкращава дейността си в Ирландия. В последните месеци преди разкриването той решава да започне да пише роман, осигурява си литературен агент и сключва сделка месец преди да бъде съкратен.
Първият ѝ му роман „Ship of Rome“ (Римски кораб) от поредицата „Господари на морето“ е издаден през 2009 г. Заплашен от враждебната флота на Картагенската империя, Рим трябва бързо да изгради флот, способен да защити империята. В напрегнатата политическа обстановка заедно трябва да действат капитан Атикус, идващ от гръцко рибарско семейство, и командира на легионерите Септимус, от традиционно армейско семейство. Те преодоляват римските предразсъдъци за непълноценността на родените извън Рим, за да развият прохождащият римски флот, оборудван с неопитни моряци и неохотни легионери, и да надхитрят и преборят противниците си, които са решени да контролират моретата. Романът става бестселър в списъка на „Съндей Таймс“ и го прави известен.
През 2012 г. е издаден романа му „Армада“. Две нации са вкопчени в яростен конфликт през 1587 г. – Испания на Филип II се бори за господство, а Англия на Елизабет за оцеляване. Английските капери нападат натоварените със злато галеони на католическа Испания, а това настройва Испания за отмъщение чрез могъщата си Армада. Битката, в която участва капитан Томас Вариан, предстои.
През 2018 г. е издаден романа ѝ „Mutiny“ (Метеж) от поредицата „Наемник на Рим“. В Картаген избухва метеж на наемниците, които не са обещаните възтаграждения, и те го окупират. На помощ на военния командир на Картаген, Хамилкар Барка, идва Атикус Перенис и неговия зет, римския центурион Септимус, които се сражават с пиратите в моретата около Сицилия. А доскоро двете армии на Рим и Картаген са воювали една срещу друга.
Джон Стак живее със семейството си в графство Корк.

## Произведения

### Самостоятелни романи
- Armada (2012)
Армада, изд.: ИК „Бард“, София (2020), прев. Иван Иванов
- Aces Over Ypres (2016)

### Серия „Господари на морето“ (Masters of the Sea)
1. Ship of Rome (2009)
2. Captain of Rome (2009)
3. Master of Rome (2011)

### Серия „Наемник на Рим“ (Mercenary of Rome)
1. Mutiny (2018)
2. Retribution (2019)
3. Treachery (2021)